# Debreczeni Zita
Debreczeni Zita (Szolnok, 1981. január 6. –) celeb, szépségkirálynő, műsorvezető, fotós.

## Élete
1999-ben az érettségi után a szolnoki Vásárhelyi Pál Közgazdasági Szakközépiskola tanulójaként megszerezte a marketing- és reklámmenedzseri végzettséget. Még ugyanebben az évben beiratkozott egy modelltanfolyamra Szolnokon. 2000-ben Abádszalókon a Tisza-tó szépe lett. 2001-ben a Miss Universe Hungary döntőse lett. Ebben az évben 3. helyezést ért el a Miss Balaton szépségversenyen. 2002-től olyan országokban szerepelt, mint például Törökország, Kanada.
2008-ban a Havazin műsorvezetője lett,  Molnár Andrea,  Világi Péter műsorvezetőkkel közösen.
2014-ben sikeresen elvégezte a Budapesti Kommunikációs és Üzleti Főiskola (BKF) fotográfia szakát.

### Magánélete
2005-ben még Harsányi Leventével alkotott egy párt, majd 2006-ban szakítottak, amikor is Majka lett az új párja.  A kapcsolatuk 2007 nyaráig tartott..Ezt követően Kedves Ferenc milliárdos vállalkozóval volt együtt, a kapcsoltuk alatt kétszer szakítottak, először 2009-ben majd 2011-ben végleg. 2012-ben Molnár Viktor, a siófoki Coke Club vezetője volt a párja. 2013-ban a Blikk megtudta, hogy V. Kristóf vállalkozóval került kapcsolatba. Ezen kapcsolata 2014-ig tartott.
Gianni Annoni televíziós műsorvezetővel 2014 óta egy párt.alkottak, majd 2017-ben Olaszországban a Val Gardena síparadicsomban házasodtak össze.  Gyermekeik Gianfranco (2020) és Gregorio (2023).